# Lijst van afleveringen van Under the Dome
Dit is een lijst met afleveringen van de Amerikaanse televisieserie Under the Dome. De serie wordt oorspronkelijk in de Verenigde Staten uitgezonden door CBS.

## Seizoenenoverzicht
| Seizoen | Aantal afleveringen | Originele uitzenddatum           |  |
| ------- | ------------------- | -------------------------------- |  |
| 1       | 13                  | 24 juni 2013 – 16 september 2013 |  |
| 2       | 13                  | 30 juni 2014 – 22 september 2014 |  |
| 3       | 13                  | 25 juni 2015 – 10 september 2015 |  |

## Afleveringen

### Seizoen 1
| Nr. | Aflevering | Titel                 | Regisseur            | Schrijver                               | Originele uitzenddatum |  |
| --- | ---------- | --------------------- | -------------------- | --------------------------------------- | ---------------------- |  |
| 1   | 1          | Pilot                 | Niels Arden Oplev    | Brian K. Vaughan                        | 24 juni 2013           |  |
| 2   | 2          | The Fire              | Jack Bender          | RIck Cleveland                          | 1 juli 2013            |  |
| 3   | 3          | Manhunt               | Paul Edwards         | Adam Stein                              | 8 juli 2013            |  |
| 4   | 4          | Outbreak              | Kari Skogland        | Peter Calloway                          | 15 juli 2013           |  |
| 5   | 5          | Blue on Blue          | Jack Bender          | Brian K. Vaughan                        | 22 juli 2013           |  |
| 6   | 6          | The Engless Thirst    | Kari Skogland        | Soo Hugh                                | 29 juli 2013           |  |
| 7   | 7          | Imperfect Circles     | Miguel Sapochnik     | Caitlin Parrish                         | 5 augustus 2013        |  |
| 8   | 8          | Thicker Than Water    | Jack Bender          | Adam Stein                              | 12 augustus 2013       |  |
| 9   | 9          | The Fourth Hand       | Roxann Dawson        | Daniel Truly                            | 19 augustus 2013       |  |
| 10  | 10         | Let the Games Begin   | Sergio Mimica-Gezzan | Andres Fischer-Centeno & Peter Calloway | 26 augustus 2013       |  |
| 11  | 11         | Speak of the Devil    | David M. Barrett     | Scott Gold                              | 2 september 2013       |  |
| 12  | 12         | Exigent Circumstances | Peter Leto           | Adam Stein & Caitlin Parrish            | 9 september 2013       |  |
| 13  | 13         | Curtains              | Jack Bender          | Brian K. Vaughan & Scott Gold           | 16 september 2013      |  |

### Seizoen 2
| Nr. | Aflevering | Titel           | Regisseur        | Schrijver                                  | Originele uitzenddatum |  |
| --- | ---------- | --------------- | ---------------- | ------------------------------------------ | ---------------------- |  |
| 14  | 1          | Heads Will Roll | Jack Bender      | Stephen King                               | 30 juni 2014           |  |
| 15  | 2          | Infestation     | Ernest Dickerson | Kelly Souders & Brian Peterson             | 7 juli 2014            |  |
| 16  | 3          | Force Majeure   | Peter Leto       | Adam Stein                                 | 14 juli 2014           |  |
| 17  | 4          | Revelation      | Holly Dale       | Alexandra McNally                          | 21 juli 2014           |  |
| 18  | 5          | Reconciliation  | Ed Ornelas       | Cathryn Humphris                           | 28 juli 2014           |  |
| 19  | 6          | In the Dark     | Jack Bender      | Caitlin Parrish                            | 4 augustus 2014        |  |
| 20  | 7          | Going Home      | David Barrett    | Peter Calloway                             | 11 augustus 2014       |  |
| 21  | 8          | Awakening       | Jack Bender      | Andres Fischer-Centeno & Daniel Truly      | 18 augustus 2014       |  |
| 22  | 9          | The Red Door    | Peter Weller     | Kelly Souders, Brian Peterson & Adam Stein | 25 augustus 2014       |  |
| 23  | 10         | The Fall        | Eriq La Salle    | Alexandra McNally & Mark Linehan Bruner    | 1 september 2014       |  |
| 24  | 11         | Black Ice       | Jack Bender      | Adam Stein & Peter Calloway                | 8 september 2014       |  |
| 25  | 12         | Turn            | Peter Leto       | William Kendall & Daniel Truly             | 15 september 2014      |  |
| 26  | 13         | Go Now          | Jack Bender      | Caitlin Parrish & Cathryn Humphris         | 22 september 2014      |  |

### Seizoen 3
| Nr. | Aflevering | Titel                 | Regisseur          | Schrijver                                  | Originele uitzenddatum |  |
| --- | ---------- | --------------------- | ------------------ | ------------------------------------------ | ---------------------- |  |
| 27  | 1          | Move On               | Peter Leto         | Adam Stein                                 | 25 juni 2015           |  |
| 28  | 2          | But i'm Not           | Peter Weller       | Tim Schlattmann                            | 25 juni 2015           |  |
| 29  | 3          | Redux                 | Olatunde Osunsanmi | Alexandra McNally                          | 2 juli 2015            |  |
| 30  | 4          | The Kinship           | Ed Ornelas         | Cathryn Humphris                           | 9 juli 2015            |  |
| 31  | 5          | Alaska                | David Barrett      | Bronwyn Garrity                            | 16 juli 2015           |  |
| 32  | 6          | Like a house on fire  | Sergio Mimica      | Andres Fischer-Centeno                     | 23 juli 2015           |  |
| 33  | 7          | Ejecta                | David Barrett      | Peter Calloway                             | 30 juli 2015           |  |
| 34  | 8          | Breaking Point        | Sam Hill           | James C. Oliver & Sharla Oliver            | 6 augustus 2015        |  |
| 35  | 9          | Plan B                | Eriq La Salle      | Tim Schlattmann & Mark Bruner              | 13 augustus 2015       |  |
| 36  | 10         | Legacy                | Dennie Gordon      | Alexandra McNally & Andres Fischer-Centeno | 20 augustus 2015       |  |
| 37  | 11         | Love is a Battlefield | Lee Rose           | Peter Calloway & Adam Stein                | 27 augustus 2015       |  |
| 38  | 12         | Incandescence         | PJ Pesce           | Bronwyn Garrity & Cathryn Humphris         | 3 september 2015       |  |
| 39  | 13         | The Enemy Within      | Peter Leto         | Neal Baer & Tim Schlattmann                | 10 september 2015      |  |